# Glypta stenota
Glypta stenota là một loài tò vò trong họ Ichneumonidae.